# Rezerwat przyrody Milešický prales
Milešický prales – rezerwat przyrody w kraju południowoczeskim w Czechach.
Rezerwat ten został ustanowiony w 1948 roku. Zajmuje powierzchnię 9,63 ha. Leży na wysokości od 1100 do 1120 m n.p.m., na terenie powiatu Prachatice, w obrębie obszaru chronionego CHKO Šumava, w pobliżu rezerwatu Boubínský prales. Przedmiotem ochrony jest tu górski las mieszany z dominacją buka i domieszką jodły i klona jaworu. Jest to jeden z trzech rezerwatów na terenie CHKO Šumava z zachowanymi fragmentami lasu pierwotnego. Dwie trzecie powierzchni zajmują wykroty i leżące kłody z podrostem buków i świerków.
Na terenie tym stwierdzono występowanie krytycznie zagrożonego grzyba Skeletocutis stellae oraz zagrożonego Chrysomphalina chrysophylla. Oba zasiedlają powalone pnie drzew iglastych.
Z miejscowości Kubova Huť można się do Milešickiego pralesu dostać niebieskim szlakiem. Natomiast 12-kilometrowy odcinek szlaku czerwonego prowadzi stąd do miasta Volary.